# Racing Club de Montevideo
Der Racing Club de Montevideo, kurz Racing, ist ein Fußballverein aus Montevideo in Uruguay.

## Geschichte

### Gründung und erste Hälfte des 20. Jahrhunderts
Der Verein wurde am 6. April 1919 gegründet. Die Anfänge des Vereins liegen dabei im montevideanischen Barrio Reducto. Hier entstand aus einer Gruppe um die Brüder Dante, Germán, Armando und Osvaldo Roberto sowie Ramón Barceló, Bartolomé Grillo, Carlos Sagredo, José Ameri, Pablo Giúdice, Pedro Radaelli, Casimiro Céspedes, Francisco und José Mendoza, Oscar Trillo, Victorio Alonso, Francisco Jauregui, Juan Maggioli und Domingo Vanzulli die Idee, eine Mannschaft für den Spielbetrieb der uruguayischen Liga zu melden. Diese Gruppe junger Leute spielte zu dieser Zeit noch unter der Bezeichnung Yuyito FC, benannte sich aber fortan in Anlehnung an die Vorbilder in Argentinien (Racing Club Avellaneda) und Frankreich (Racing Club de Paris) Racing. Am 14. Februar 1920 nahm die AUF den neuen Verein auf. Mit den Vereinsfarben grün-weiß – gewählt nach den Farben der Straßenbahn, in der die Gründung erfolgte – traten sie fortan im Torneo de la divisional Extra an. Das erste Spiel absolvierte man in Piedras Blancas gegen Tomás S. Blanco. Datum dieses Debüts war der 23. Mai des gleichen Jahres. Der erste bedeutende Titel konnte bereits 1923 errungen werden. In jenem Jahr gewann Racing die Meisterschaft der zu dieser Zeit Divisional Intermedia genannten Zweiten Liga. Bereits vier Jahre nach Vereinsgründung spielte der noch junge Klub somit nun in der damals aus zwölf Vereinen bestehenden Primera División. In der Debütsaison belegte man in der Abschlusstabelle den vierten Rang. 1929 errang man eine zweite Meisterschaft der Divisional Intermedia.
1941 schließlich erwarb der Verein ein neues, 20.000 Quadratmeter großes Vereinsgelände und zog in das Stadtviertel Sayago zum neuen Vereinssitz in der Millán 4712 um. Am 5. Oktober jenes Jahres spielte man dort erstmals vor eigenem Publikum. Diesem Erstrundenspiel der Copa Uruguaya gegen Bella Vista (Endstand 1:1) wohnten rund 4.000 Fußballinteressierte bei. Das erste Tor auf dem neuen Vereinsplatz schoss Antonio Álvarez.
Namhafte Spieler in der ersten Phase der Vereinsgeschichte waren beispielsweise die beiden Weltmeister von 1930 bzw. 1950 Santos Iriarte und Julio Pérez.

### Zweite Hälfte des 20. Jahrhunderts bis heute
In der zweiten Hälfte des 20. Jahrhunderts folgte der Gewinn von vier Meisterschaften der Segunda División (1955, 1958, 1974 und 1989). Eine Fünfte kam Anfang des neuen Jahrhunderts in der Saison 2007/08 hinzu. Das neue Jahrtausend lief für Racing bis zu dieser fünften Meisterschaft in der Segunda División zunächst nicht sehr erfolgreich. Überwiegend in der zweiten Liga, holte man im Torneo Apertura 2006 gar nur drei Punkte, blieb als einziger Verein sieglos und wurde abgeschlagen Letzter. Nun begann jedoch ein rasanter Aufstieg. Zunächst folgte der Gewinn des Torneo Apertura 2007 und mit der anschließenden Saison-Meisterschaft feierte man die Rückkehr in die Primera División. Zu jener Aufstiegsmannschaft gehörten unter anderem Sebastián Balsas, Líber Quiñones, Jonathan Blanes und Ernesto Goñi. Dort angekommen startete der Verein durch, stellte mit Liber Quiñones den Torschützenkönig und belegte am Saisonende einen sechsten Platz, der die Qualifikation für die Copa Artigas 2009 bedeutete. In diesem Wettbewerb wurde man Zweiter, was wiederum zu internationalen Ehren führte, denn man war somit erstmals in der Vereinsgeschichte für die Copa Libertadores im Jahr 2010 qualifiziert. Auch hier schlug man sich achtbar, scheiterte jedoch in der Gruppenphase, nachdem man den zweiten Tabellenplatz hinter Corinthians São Paulo belegt hatte.
Die Erstliga-Spielzeiten 2011/12 und 2012/13 beendete man als 10. bzw. 9. im Tabellenmittelfeld. Nach der Apertura 2013 rangierte Racing lediglich auf dem 14. Tabellenplatz. In der Clausura 2014 wurde man Siebter. Damit belegte der Verein in der Jahresgesamttabelle der Saison 2013/14 den 8. Platz. 2015/16 wurde man lediglich 14. der Gesamttabelle.
2023 erwarb Red&Gold Football, ein Joint Venture des FC Bayern München und des Los Angeles Football Club, die Mehrheitsanteile am Verein.
| Saisonbilanzen 2002–2011        | Saisonbilanzen 2002–2011 | Saisonbilanzen 2002–2011 | Saisonbilanzen 2002–2011 |
| Saison                          | Platz                    | Punkte                   | Tore                     |
| ------------------------------- | ------------------------ | ------------------------ | ------------------------ |
| Torneo Permanencia 2002         | 4. Platz                 | 32                       | 38:50                    |
| 2003                            | 5. Platz                 | 43                       | 36:27                    |
| 2004                            | 9. Platz                 | 34                       | 37:31                    |
| 2005                            | 8. Platz                 | 24                       | 29:39                    |
| 2006                            | 11. Platz                | 7                        | 13:15                    |
| 2006/07                         | 14. Platz                | 20                       | 20:36                    |
| 2007/08                         | 1. Platz                 | 75                       | 70:17                    |
| 2008/09                         | 6. Platz                 | 50                       | 46:31                    |
| 2009/10                         | 10. Platz                | 39                       | 43:51                    |
| 2010/11                         | 6. Platz                 | 42                       | 34:39                    |
| rot unterlegt: Segunda División |                          |                          |                          |

## Allgemeines
Racing ist auch als "La Escuelita" (die kleine Schule) bekannt, da viele herausragende uruguayische Spieler dort ihre Karriere begonnen haben. Racing gilt als eine der Traditionsmannschaften des Fußballs in Uruguay. Als Erzrivale von Racing stellt sich der ebenfalls aus Montevideo stammende Verein Fénix dar.

### Vorstand
Der Verein wird von einem elfköpfigen Vorstandsgremium geleitet, dem im Zeitraum 2011 bis 2012 Präsident William Lucas und Vize-Präsident Osvaldo Rocca vorstehen. Schatzmeister ist Richard Medina.

### Stadion
Der Verein richtet seine Spiele im Parque Osvaldo Roberto aus. Das Stadion erhielt seinen Namen am 25. Juli 1948 zu Ehren des gleichnamigen Gründungsmitglieds des Vereins.

## Erfolge
1955, 1958, 1974, 1989 und 2007/08 konnte der Verein jeweils die Meisterschaft der 2. uruguayischen Liga, der Segunda División Profesional de Uruguay, erringen. 1923, 1929 und 1930 konnte zudem der Gewinn der 'Divisional Intermedia' verzeichnet werden.

## Trainerhistorie
- 1972: José Sasía
- 1983–1987: Julio César Morales
- 1992: Ricardo Ortíz
- 1998, 1999: Adolfo Barán
- 2000: Gerardo Pelusso
- mind. Mai 2001: Miguel Piazza[21]
- April 2002 bis Ende Dezember 2002: Julio Acuña
- Januar 2007 bis Juli 2007: Julio Acuña
- um 2010: Jose Puente
- bis 4. Oktober 2010[22]: Álvaro Regueira
- 4. Oktober 2010[23] bis 19. April 2011[24]: Edgardo Arias
- 20. April 2011[25] bis Dezember 2011: Osvaldo Streccia
- Januar 2012[26] bis Oktober 2012[27]: Jorge Giordano
- bis Saisonende 2012/13: Juan Tejera
- ab der Saison 2013/14 bis 22. Dezember 2013: Rosario Martínez[28][29]
- 3. Januar 2014 bis 31. Dezember 2014: Mauricio Larriera[30][31][32]
- April 2015: Darío Larrosa
- September 2015 bis Dezember 2015: Darío Larrosa[33]
- 4. Januar 2016[34] bis Mai 2016[35]: Sebastián Taramasco
- Mai 2016 bis Juni 2016: Ney Morales
- ab September 2016: Ney Morales[36]

## Ehemalige Spieler
Zahlreiche bekannte Nationalspieler sind für den Racing Club de Montevideo tätig gewesen, darunter:
- Julio Acuña
- Adolfo Barán
- Federico Bergara
- Miguel Bossio
- Marcelo De Souza
- Hugo Fernández Vallejo
- Atilio García
- Leo García
- Brunet Hay
- Juan Hohberg
- Pablo Islas
- Fernando Kanapkis
- Dario Larrosa
- Walter López
- Damián Macaluso
- Ladislao Mazurkiewicz
- Julio César Morales
- Fernando Morena
- Celso Otero
- Julio Pérez
- Venancio Ramos
- Hernán Rodrigo López
- Jorge Marcelo Rodríguez
- Juan Pablo Rodriguez
- Roberto Saporiti
- Rubén Sosa